# Chrome Dokuro
Chrome un personaje del Anime y Manga Katekyō Hitman Reborn! representando a Rokudo Mukuro como guardian de la niebla.
Su nombre escrito en japonés, Kurōmu Dokuro, es un anagrama de Mukuro Rokudō.

## Historia
Ella originalmente se llamaba Nagi hasta que, un día, sufre un accidente de autos por salvar a un gatito lo que le hizo perder varios órganos vitales. Su madre, única persona compatible como donadora, se rehúsa a realizar el trasplante para salvarla lo que parecía sentenciar su final hasta que Mukuro se comunica con ella por telepatía y realizan un trato, crearía ilusiones reales de órganos para que viviese y, a cambio, ella le daría su cuerpo para poseerlo. Tras esto ella se cambia el nombre a Chrome Dokuro que en Romanji sería Kurōmu Dokuro el cual es un Anagrama de Mukuro Rokudo. Más tarde Iemitsu acordaría, por medio de Chrome, que Mukuro sería el guardián de la niebla y a cambio los amigos de este estarían a salvo. Tiempo después Chrome llega a la base de Ken y Chikusa y Mukuro, poseyendo el cuerpo de Chrome, les comunica la situación y como ahora Chrome debía participar en el Problema de los Anillos.

## Apariencia
Chrome suele usar el uniforme del instituto Kokuyo, que consta: de un chaleco y una mini-falda verdes, unas botas, un cinturón con hebilla en forma de calavera, un parche en el ojo derecho con estampado de calavera (el cual perdió en un accidente de autos) y un peinado idéntico al de Mukuro(en forma de piña).

## Personalidad
Chrome es bastante tímida y suele sonrojarse, también es bastante cerrada ante los demás cosa que cambia un poco después de la invasión a la base Mellone, especialmente hacia las demás chicas del grupo. Piensa constantemente en Mukuro y siempre va detrás de Ken y Chikusa.